# Estación Vila Matilde
Vila Matilde es una de las estaciones de la Línea 3-Roja del Metro de São Paulo.
Fue inaugurada el 27 de agosto de 1988.
Está ubicada en la Rua Coronel Pedro Dias de Campos, altura n.º 1170
El distrito de Vila Matilde dio el nombre a las estaciones ferroviaria y metroviaria.
A comienzos del siglo XX la región era conocida como hacienda Gavião. El nombre fue cambiado cuando Escolástica Melchert de Fonseca, dueña de la región donó parte de sus tierras para que el Gobierno Federal construyera una línea y estación ferroviária (1922). La condición fue que la estación sea bautizada con el nombre de su hija Doña Matilde.

## Características
Estación construida sobre la superficie, con entrepiso de distribución sobre la plataforma central y estructura en concreto aparente con techado espacial metálico entrelazado.
Posee acceso para portadores de deficiencias físicas a través de elevadores y conexión mediante plataformas con la Terminal de Ómnibus Urbano.
Capacidad de hasta 20 mil pasajeros por hora.
Área construida de 8.970 m².

## Puntos de interés y utilidad pública[3]
- Iglesia Bautista Alemana de São Paulo
- Iglesia Adventista de Séptimo D[ia
- Iglesia Nossa Senhora Bello Ramos
- Iglesia Nossa Senhora da Esperança
- Iglesia Santa Rita de Cássia
- Iglesia São José
- Casa de Salud Vila Matilde
- Departamento de la DETRAN
- 21.º Distrito Policial
- Estación Vila Matilde - RFFSA

## Obras de arte
La estación no forma parte del "Itinerario de Arte en las Estaciones" (Metro de São Paulo).

## Líneas de SPTrans
Líneas de la SPTrans que salen de la Estación Vila Matilde del Metro:
| Línea | Prefijo | Letrero Ida        | Letrero Vuelta       |
| ----- | ------- | ------------------ | -------------------- |
| 2706  | 10      | Metro Vila Matilde | Cemitério da Saudade |
| 2714  | 10      | Metro Vila Matilde | Vila União           |
| 2719  | 10      | Metrô Vila Matilde | Ermelino Matarazzo   |
| 273N  | 10      | Metrô Vila Matilde | Cidade Kemel II      |
| 273N  | 41      | Metro Vila Matilde | Itaim Paulista       |
| 273T  | 10      | Metro Vila Matilde | Vila Verde           |
| 2770  | 10      | Metro Vila Matilde | CPTM José Bonifácio  |
| 3725  | 10      | Metro Vila Matilde | Vila Dalila          |
| 3725  | 41      | Metro Vila Matilde | Vila Aricanduva      |
| 3731  | 10      | Metro Vila Matilde | Shopping Aricanduva  |

## Tabla
| Sigla | Estación     | Inauguración         | Capacidad                  | Integración                                           | Plataformas | Posición    | Comentarios                                                                 |
| ----- | ------------ | -------------------- | -------------------------- | ----------------------------------------------------- | ----------- | ----------- | --------------------------------------------------------------------------- |
| VTD   | Vila Matilde | 27 de agosto de 1988 | 20 mil pasajeros hora/pico | Bilhete Único de SPTrans - Terminal de ómnibus urbano | Central     | Superficial | Estación con estructura de concreto aparente, techado metálico entrelazado. |